# Алексис Лав
Алексис Лав (англ. Alexis Love, настоящее имя Донна Николь Гутьеррес (англ. Donna Nicole Gutierrez); род. 7 апреля 1987, Сакраменто, Калифорния, США) — американская модель и порноактриса.

## Биография
Дебютировала в качестве порноактрисы в 2006 году, в возрасте 19 лет.
О её работе в индустрии для взрослых семья узнала через MySpace. Поддельную страницу порнографического содержания создал человек, который пригласил членов её семьи в друзья.

## Премии и номинации
- 2008 AVN Award номинация — Лучшая новая старлетка[3]
- 2008 AVN Award номинация — лучшая сцена триолизма — Facade (вместе с Дейзи Мэри и Jean Val Jean)[3]
- 2008 FAME Award номинация — Favorite Female Rookie[4]
- 2008 XRCO Award номинация — Cream Dream[5]
- 2008 Penthouse Pet of the Month (май)
- 2009 AVN Award номинация — лучшая парная лесбийская сцена — Girl Girl Studio 7 (вместе с Tristan Kingsley)[6]
- 2009 FAME Award номинация — самая недооценённая звезда[7]
- 2009 XRCO Award номинация — Cream Dream[8]